# Aeroport Internacional del Caire
Aeroport Internacional del Caire (àrab: ميناء القاهرة الجوي, Mīnāʾ al-Qāhira al-Jawī o مطار القاهرة الدولي, Maṭār al-Qāhira ad-Duwalī) (IATA: CAI, l'OACI: HECA) és l'aeroport internacional del Caire i un dels més actius d'Egipte i serveix com a hub d'EgyptAir i Egyptair Express, així com d'altres línies aèries. L'aeroport està situat al nord-est de la ciutat, a uns 15 km de la zona de negocis de la ciutat, i té una àrea d'aproximadament 37 km². És el segon aeroport més ocupat de l'Àfrica després de l'Aeroport Internacional OR Tambo de Johannesburg.

## Estadístiques
See source Wikidata query and sources.